# Ali Reza Lorestani
Ali Reza Lorestani (pers. علیرضا لرستاني; ur. 1 stycznia 1964) – irański zapaśnik w stylu wolnym i klasycznym.
Dwukrotny uczestnik mistrzostw świata, zajął piętnaste miejsce w 1995. Srebrny medal na igrzyskach azjatyckich w 1990. Zdobył pięć złotych medali na mistrzostwach Azji – 1988, 1989, 1991, 1992 i 1995. Trzeci w Pucharze Świata w 1992 roku.